# Бирон, Евгений Владиславович
Евгений Владиславович Би́рон (6 [18] сентября 1874, Калиш (Царство Польское) — 3 августа 1919, Томск) — русский физикохимик. В русле развития менделеевской концепции открыл вторичную периодичность (1915).

## Биография
Родился 6 (18) сентября 1874 года в Калише (Царство Польское).
В 1897 году окончил Императорский Санкт-Петербургский университет, где с 1891 года был ассистентом своего учителя Д. П. Коновалова.
В пору учёбы и после окончания университета Е. В. Бирон принимал участие в работе так называемого «Малого химического общества» (1892—1905) — альтернативной студенческой организации, сложившейся попечением В. А. Яковлева и идейно связанной с РФХО. Хорошо передаёт дух живого общения и внятной содержательности, характерных для заседаний этого содружества, Наталья Павловна Вревская: «Аудитория невелика, до отказа набита народом, накурено необычайно… Кратко, ясно, убедительно льётся речь. Особенно хороша эта ясность, делающая содержание доклада понятным даже первокурснику. …Молодой пыл, энтузиазм, воодушевляющий самого докладчика (А. А. Байкова.) и заражающий других, искренний интерес к предмету, изящный, простой язык, без многословия и без пустозвонных тирад…». В работе «Малого химического общества», кроме Е. В. Бирона, принимали участие будущие известные учёные: М. С. Вревский, А. И. Горбов, Б. Н. Меншуткин, Ж. И. Иоцич и др.
В 1900 году за физико-химические исследования был удостоен малой премии им. А. М. Бутлерова.
В качестве приват-доцента Санкт-Петербургского университета читал лекции по физической химии и организовал физико-химическую лабораторию, которая легла в основу будущей кафедры физической химии Санкт-Петербургского университета. В 1907 году получил степень магистра химии за диссертацию «Исследование хлоростаннатов типов Me2SnCl6 и MeSnCl6» (1905).
С 1907 по 1916 годы преподавал на Бестужевских курсах.
С 1910 года стал читать лекции по химии в Лесном институте. В 1912 году защитил диссертацию «Сжатие при смешении нормальных жидкостей», за которую в 1913 году получил учёную степень доктора химии. В 1914 году этот труд был удостоен Ломоносовской премии.
В 1915—1917 годах, руководя исследованиями боевых отравляющих веществ, получил сильное отравление, что явилось причиной тяжёлого заболевания.
С 1917 года — профессор физической химии Томского технологического института, где сотрудничал в числе других учёных с И. Ф. Пономарёвым.

## Вклад в науку

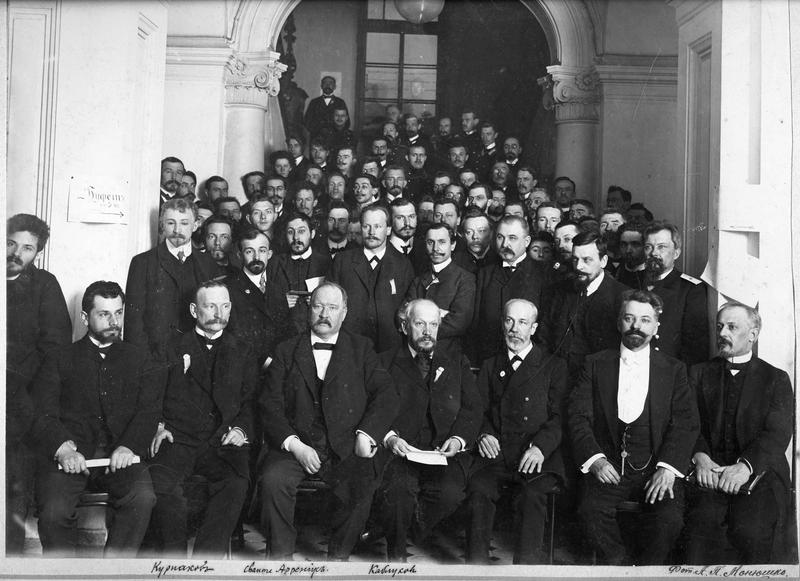
I Менделеевский съезд (1907). В 1-м ряду сидит 1-й слева — Е. В. Бирон

В своих работах по изучению физических свойств жидких растворов с целью установления их химической природы Е. В. Бирон был последователем гидратной теории растворов Д. И. Менделеева. Изучая теплоемкость водных растворов серной кислоты (1898) и температуру их кристаллизации (1899), Е. В. Бирон подтвердил существование указанного Д. И. Менделеевым гидрата H2SO4—2Н2О.
Исследуя сжатие смесей двух нормальных (неассоциированных) жидкостей, Евгений Владиславович предложил весьма простую формулу для определения зависимости величины сжатия D от состава x (выраженного в мольных долях): D=Кх(I—х), где K — постоянная, зависящая только от температуры. Если K=0, то сжатие при смешении отсутствует; такие жидкости он назвал изофлюидными; отступления от изофлюидности указывают на проявление химизма.
В 1910 году предложил новую формулу для выражения зависимости расширения жидкостей от температуры, более сложную, но и более точную, чем известная формула Д. И. Менделеева. После смерти Е. В. Бирона вышла в свет (под редакцией О. Д. Хвольсона) первая часть его курса физической химии «Учение о газах и жидкостях» (1923), отличающаяся ясностью и строгостью изложения (приложены биография и список трудов).

### Первая в России кафедра физической химии
Очень ценным явилось участие Е. В. Бирона в организации кафедры физической химии физико-математического факультета СПб университета (сейчас — химического факультета), которая в 2014 году будет отмечать своё 100-летие — это была первая кафедра данной дисциплины в России.
С 1884 года Дмитрий Петрович Коновалов читает необязательный курс физической химии в СПб университете, 1-я лекция — 24.X. Вскоре его лабораторным ассистентом стал Евгений Владиславович Бирон. «…Профессор Д. П. Коновалов, при участии В. Е. Тищенко и А. А. Волкова, организовал практические занятия и исследования по физической химии. Предмет занятий — расширение жидкостей, электропроводность растворов, внутреннее трение жидкостей и термохимические наблюдения» (Отчёт СПб университета. 1891). Б. Н. Меншуткин вспоминает: «…Образовалась как бы физико-химическая республика. В ней работали В. Я. Курбатов, М. С. Вревский, С. П. Мальчевский, В. И. Долголенко, Е. В. Бирон, И. И. Жуков. Чтобы попасть в лабораторию, нужно было сдать экзамен по физической химии».
С 1902 года Е. В. руководил практикумом, а с осени 1908 года вместо В. А. Кистяковского вёл курс, который, по словам Б. Н. Меншуткина, «был разработан Е. В. превосходно. По сохранившимся программам видно, что он обнимал все разделы этой отрасли химии».
Е. В. Бирон добивался обязательного курса физической химии — университет поддержал, и в 1910 министерство финансировало устройство лаборатории в подвалах «Же де Пом» (здания, где 1895 году А. С. Попов впервые демонстрировал свой «прибор для обнаружения и регистрирования электрических колебаний»). Курс читал также А. В. Сапожников.

### Вторичная периодичность
В 1915 году открыл явление вторичной периодичности, указывающее на нелинейное изменение свойств в некоторых группах элементов и их соединений — и термодинамических свойств элементарных веществ.

В подгруппах периодической системы элементов многие свойства элементов и их соединений изменяются при последовательном увеличении атомного веса элемента не последовательно тоже, а периодически. Эту своеобразную периодичность, как бы накладывающуюся на основную периодичность элементов Д. И. Менделеева, я предлагаю назвать вторичной периодичностью.
— Е. В. Бирон. Явления вторичной периодичности // ЖРФХО. Часть химическая. — 1915. Т. 47. Вып. 4. — С. 964—968.
По смыслу периодического закона свойства элементов в периодах (слева направо) и в группах (сверху вниз) должны закономерно и линейно изменяться (усиление или ослабление). Вместе с тем было показано, что в пределах каждого периода кривые ионизационных потенциалов, а также радиусов атомов имеют отклонения, обусловленные особенностями построения электронных оболочек атомов. Наиболее существенные отклонения наблюдаются у соединений элементов некоторых групп, а иногда у самих элементов, проявляющих свою максимальную валентность или на две единицы меньше максимальной.
Вторичная периодичность проявляется как в химических, так и в физических свойствах. В семействе галогенов по относительной прочности кислородных соединений фтор более сходен с бромом, а хлор — с иодом. Попытка Е. В. Бирона объяснить вторичную периодичность, вскрыть её природу не привела к существенным результатам. Работой этой в момент её появления и в течение последующих 30 лет никто не интересовался.
Однако ещё в 1924 году ученик Евгения Владиславовича Бирона (а также — Л. А. Чугаева, А. Е. Фаворского и М. С. Вревского) Сергей Александрович Щукарев обозначил представление о том, что вторичная периодичность — «есть свойство, заложенное в самом ядре». А в конце 1940-х годов профессор Ленинградского университета С. А. Щукарев с сотрудниками начал широкие экспериментальные и теоретические исследования, которые дали строгое обоснование феномена, гласившее, что в его основе, действительно, лежат глубокие закономерности, связанные со строением атомов и особенностями реальной схемы формирования их электронных конфигураций. К 1970-м годам было известно уже более 50 работ советских и зарубежных ученых, подтверждавших закономерность, установленную Е. В. Бироном